# Région des Îles
 (signalé en mai 2025).
Si vous disposez d'ouvrages ou d'articles de référence ou si vous connaissez des sites web de qualité traitant du thème abordé ici, merci de compléter l'article en donnant les références utiles à sa vérifiabilité et en les liant à la section « Notes et références ».
- Archive Wikiwix
- Bing
- Cairn
- DuckDuckGo
- E. Universalis
- Gallica
- Google
- G. Books
- G. News
- G. Scholar
- Persée
- Qwant
- (zh) Baidu
- (ru) Yandex
- (wd) trouver des œuvres sur Wikidata

La région des Îles (en anglais : Islands Region) est une des quatre régions administratives de la Papouasie-Nouvelle-Guinée. Elle se compose des îles autres que la Nouvelle-Guinée, la plus étendue de ces îles étant la Nouvelle-Bretagne (ex-Nouvelle-Poméranie, pendant le protectorat allemand).

## Subdivisions administratives
Cette région administrative est subdivisée en cinq provinces :
- Nouvelle-Bretagne orientale
- Manus
- Nouvelle-Irlande
- Bougainville
- Nouvelle-Bretagne occidentale